# Pax Romana

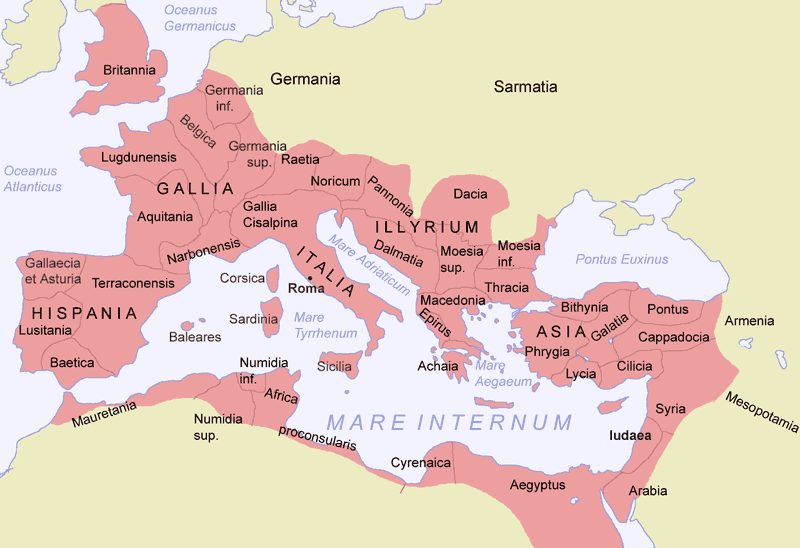
Carte de l'Empire romain dans sa plus grande extension, en 116 ap. J.-C.

La Pax Romana, littéralement « paix romaine », est un concept historiographique désignant la période de paix relative ayant pris place lors des Ier et IIe siècles de notre ère au sein de l'Empire romain.
Souvent présentée par l'historiographie comme une extension de la Pax Augusta à l'ensemble des habitants de l'Empire à partir de la période flavienne, la Pax Romana aurait été imposée par Rome aux régions conquises. Il semble cependant que l'expression, dont le concept n'est pas bien défini, ait été essentiellement utilisée comme synonyme de l’Imperium Romanum, dans une acception territoriale de domination militaire.

## Contexte et définition

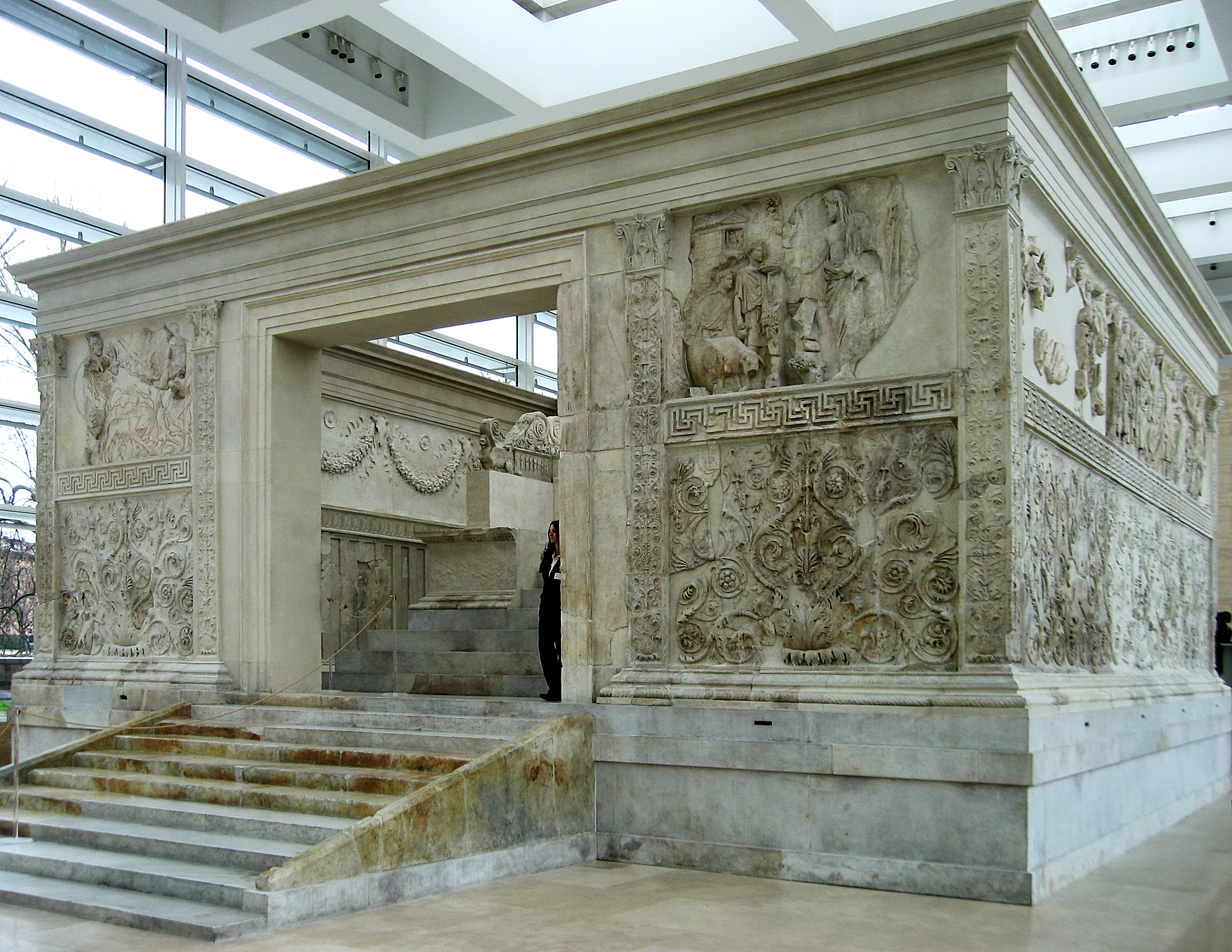
Ara Pacis (« Autel de la Paix Auguste ») à Rome.

Bien qu'aucune inscription ni monnaie ou aucun document officiel ne la mentionne, la Pax Romana tient une place importante dans l'historiographie traitant de la paix à Rome, qui considère généralement que l’association des deux termes signe l’émergence de l’idéologie impériale dont résulterait une période de paix censée avoir pris place lors des Ier et IIe siècles, imposée par l'Empire romain aux régions conquises.

### Émergence de laPax Augusta
À l'issue des guerres civiles qui ont épuisé la société romaine lors du Ier siècle av. J.-C., la paix semble devenir un idéal de gouvernement et un outil de légitimation du pouvoir impérial après la prise du pouvoir par Auguste, qui favorise l'émergence d'une Pax Augusta (ou Pax Augusti). Ce n'est ainsi pas tant une lassitude des guerres de conquête qu'un dégoût des guerres civiles qui a conduit à valoriser le rôle pacificateur de l'empereur sous les Julio-Claudiens, puis sous les Flaviens et davantage encore sous les Sévères, dans le but d'unir les différentes composantes de l'Empire sous une idéologie commune. La mise en avant explicite de la stabilité apportée par l'empereur reste d'ailleurs un point central dans l'idéologie impériale jusqu'au IVe siècle.

### Pax Romana: usage et limites

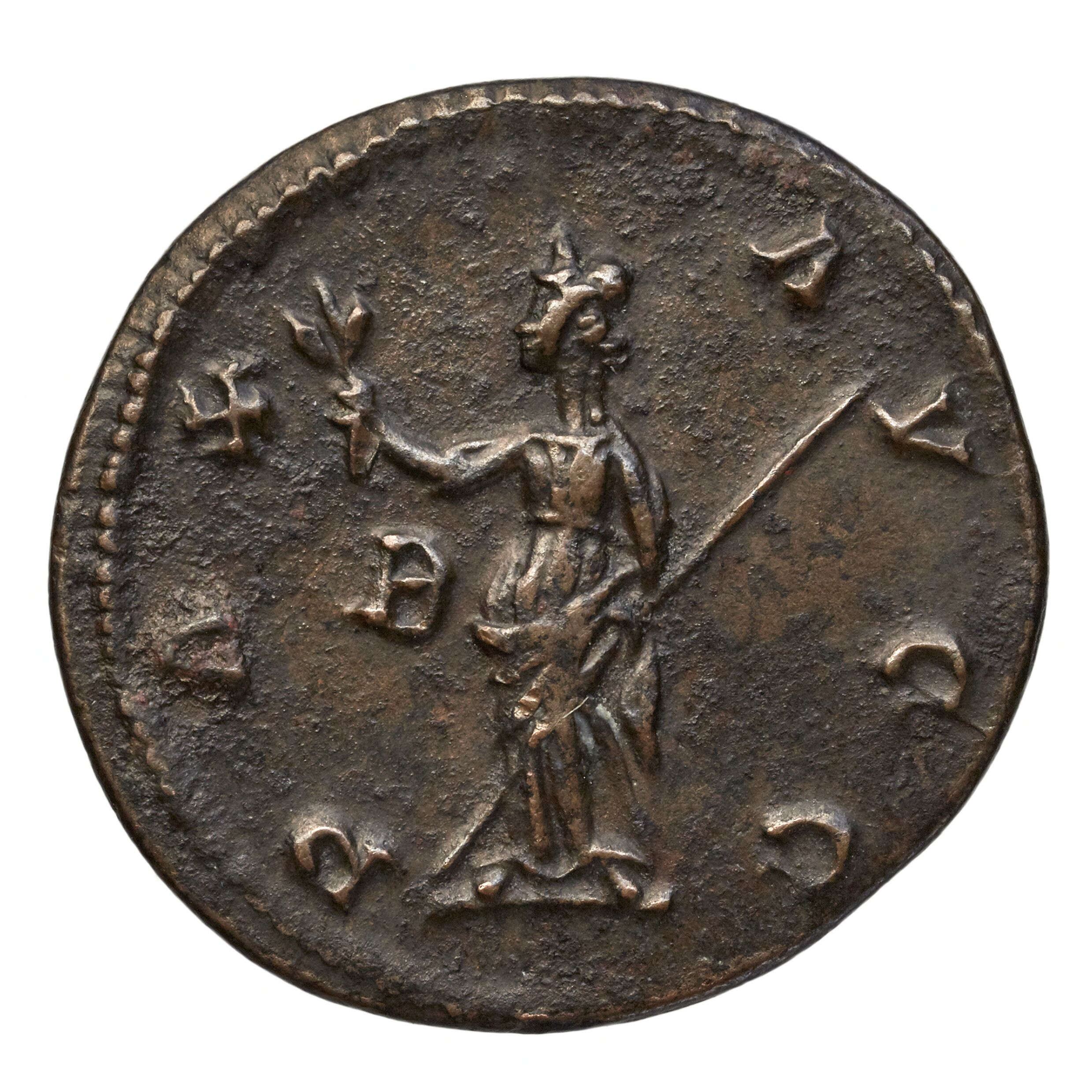
Revers d'une monnaie émise sous Carin, vers 234 où figure PAX AUGG.

La Pax Romana à proprement parler est souvent présentée comme une suite de la Pax Augusta, concernant les seuls citoyens de Rome, dont elle serait l'élargissement à l'ensemble des habitants de l'Empire à la période Flavienne, bien qu'il s'agisse davantage là d'une reconstruction historiographique qu'une réalité clairement exprimée par les Romains.
Il semble en effet que l'usage de l'expression Pax Romana, qui n'apparaît que pour quelques occurrences dans la seconde moitié du Ier siècle chez quelques auteurs pour ne plus jamais réapparaitre ensuite, ne l'ait été que comme un synonyme de l’Imperium Romanum, le mot « pax » jouant chez eux clairement le rôle de synonyme d’« imperium » au sens de domination d'un territoire et de sa pacification. Il s'agit ainsi avant tout de l'idée d'une « paix imposée » aux ennemis par la domination, un concept lié à la maîtrise militaire.
Les Romains n’ont ainsi jamais forgé un concept spécifique de Pax Romana qui aurait été plus large que celui de Pax Augusta : au contraire, l'usage abondant de cette dernière expression témoigne que l’empereur, et lui seul, est le garant de la paix dans l’Empire, « raison pour laquelle les documents officiels n’ont cessé de la marteler pendant quatre siècles ».